# Taiji (Wakayama)
Taiji (jap. 太地町 Taiji-chō) – miasto w Japonii, na wyspie Honsiu, w prefekturze Wakayama. Według danych na rok 2020 miejscowość zamieszkiwało 2 791 mieszkańców , a gęstość zaludnienia wyniosła 480,4 os./km².